# Proximus Diamond Games
A Proximus Diamond Games (új szponzorált nevén: BNP Paribas Fortis Diamond Games) egy női tenisztorna, amelyet évente rendeztek meg a belgiumi Antwerpenben 2002-től 2008-ig. 2009–2014 között Diamond Games néven ugyanezen a helyszínen (az antwerpeni Sportpaleis-ban) minden év decemberében bemutató tornát tartottak. 2015-ben egy évre ismét bekerült a WTA versenynaptárába Premier besorolásban.
A versenyt fedett, kemény borítású pályán rendezték. A legtöbb alkalommal, háromszor, Amélie Mauresmo hódította el a trófeát. A címvédő a német Andrea Petković.

## Döntők

### Egyéni
| Év                | Győztes                     | Ellenfél a döntőben         | Eredmény a döntőben         |
| ----------------- | --------------------------- | --------------------------- | --------------------------- |
| 2002              | Venus Williams              | Justine Henin               | 6–3, 5–7, 6–3               |
| 2003              | Venus Williams              | Kim Clijsters               | 6–2, 6–4                    |
| 2004              | Kim Clijsters               | Silvia Farina Elia          | 6–3, 6–0                    |
| 2005              | Amélie Mauresmo             | Venus Williams              | 4–6, 7–5, 6–4               |
| 2006              | Amélie Mauresmo             | Kim Clijsters               | 3–6, 6–3, 6–3               |
| 2007              | Amélie Mauresmo             | Kim Clijsters               | 6–4, 7–6(4)                 |
| 2008              | Justine Henin               | Karin Knapp                 | 6–3, 6–3                    |
| 2009-14           | Csak bemutató torna zajlott | Csak bemutató torna zajlott | Csak bemutató torna zajlott |
| ↓ Premier torna ↓ |                             |                             |                             |
| 2015              | Andrea Petković             | Carla Suárez Navarro        | játék nélkül                |

### Páros
| Év                | Győztesek                                      | Ellenfelek a döntőben                 | Eredmény a döntőben         |
| ----------------- | ---------------------------------------------- | ------------------------------------- | --------------------------- |
| 2002              | Magdalena Maleeva Patty Schnyder               | Nathalie Dechy Meilen Tu              | 6–3, 6–7(3), 6–3            |
| 2003              | Kim Clijsters Szugijama Ai                     | Nathalie Dechy Émilie Loit            | 6–2, 6–0                    |
| 2004              | Cara Black Els Callens                         | Myriam Casanova Eléni Danjilídu       | 6–2, 6–1                    |
| 2005              | Cara Black Els Callens                         | Anabel Medina Gyinara Szafina         | 3–6, 6–4, 6–4               |
| 2006              | Gyinara Szafina Katarina Srebotnik             | Stéphanie Foretz Michaëlla Krajicek   | 6–1, 6–1                    |
| 2007              | Cara Black Liezel Huber                        | Jelena Lihovceva Jelena Vesznyina     | 7–5, 4–6, 6–1               |
| 2008              | Cara Black Liezel Huber                        | Květa Peschke Szugijama Ai            | 6–1, 6–3                    |
| 2009-14           | Csak bemutató torna zajlott                    | Csak bemutató torna zajlott           | Csak bemutató torna zajlott |
| ↓ Premier torna ↓ |                                                |                                       |                             |
| 2015              | Anabel Medina Garrigues Arantxa Parra Santonja | An-Sophie Mestach Alison Van Uytvanck | 6–4, 3–6, [10–5]            |